# تل قلعه قرچی
تل قلعه قرچی مربوط به اوایل اسلام است و در شهرستان شیراز، بخش ارژن، دهستان قره چمن، ۳۰۰ متری مانده به روستای علی‌آباد قرچی، سمت چپ جاده واقع شده و این اثر در تاریخ ۳۰ بهمن ۱۳۸۶ با شمارهٔ ثبت ۲۰۹۰۳ به‌عنوان یکی از آثار ملی ایران به ثبت رسیده است.